# 松村克己
松村 克己（まつむら かつみ、1908年4月1日 - 1991年2月18日）は、日本の神学者。関西学院大学名誉教授。

## 生涯
1908年、東京生まれ。第三高等学校を経て、京都帝国大学哲学科で学んだ。1933年に卒業し、同大学大学院に進んだ。
1937年に京都帝国大学講師に採用。1942年に助教授昇格。しかし、太平洋戦争が終結すると、戦時中の言動を元に京都大学文学部・教職員適格審査委員会による公職追放の対象となり、1946年に辞職した。
戦後
京都帝国大学を辞した後、関西学院大学神学部教授となった。1974年に学位論文『根源的論理の探求：アナロギア・イマギニスの提唱』を関西学院大学に提出して神学博士号を取得。1976年に関西学院大学を定年退任し、名誉教授となった。

## 著作

### 著書
- 『アウグスティヌス』弘文堂(西哲叢書) 1937
- 『交りの宗教 ヨハネ書翰講釈』西村書店 1947
- 『イエス』弘文堂書房 1948
- 『根源的論理の探究 アナロギア・イマギニスの提唱』岩波書店 1975

### 共編
- 『現代キリスト教講座』(全6巻) 気賀重躬・熊野義孝共編、修道社 1956
- 『追憶の波多野精一先生』 小原国芳共編、玉川大学出版部 1970
- 『キリスト教と日本 回顧と展望』石原謙著、聞き手：松村克己・中川秀恭、日本基督教団出版局 1976

### 翻訳
- 『魂への愛と慰め』(ボヴェー著作集 9) テーオドール・ボヴェー（ドイツ語版） ヨルダン社 1973
- 『真実なる結婚』(ボヴェー著作集 2) ヨルダン社 1975
- 『世にあるキリスト者』(ボヴェー著作集 8) ヨルダン社 1978.11

## 参考
- 松村克己教授略年譜・研究業績一覧表「神学研究」1976-02